# Citroën C35
Citroën C35 — фургон французької компанії Citroën, як і аналогічний Fiat 242, розроблений спільно з компанією Fiat. 

## Опис

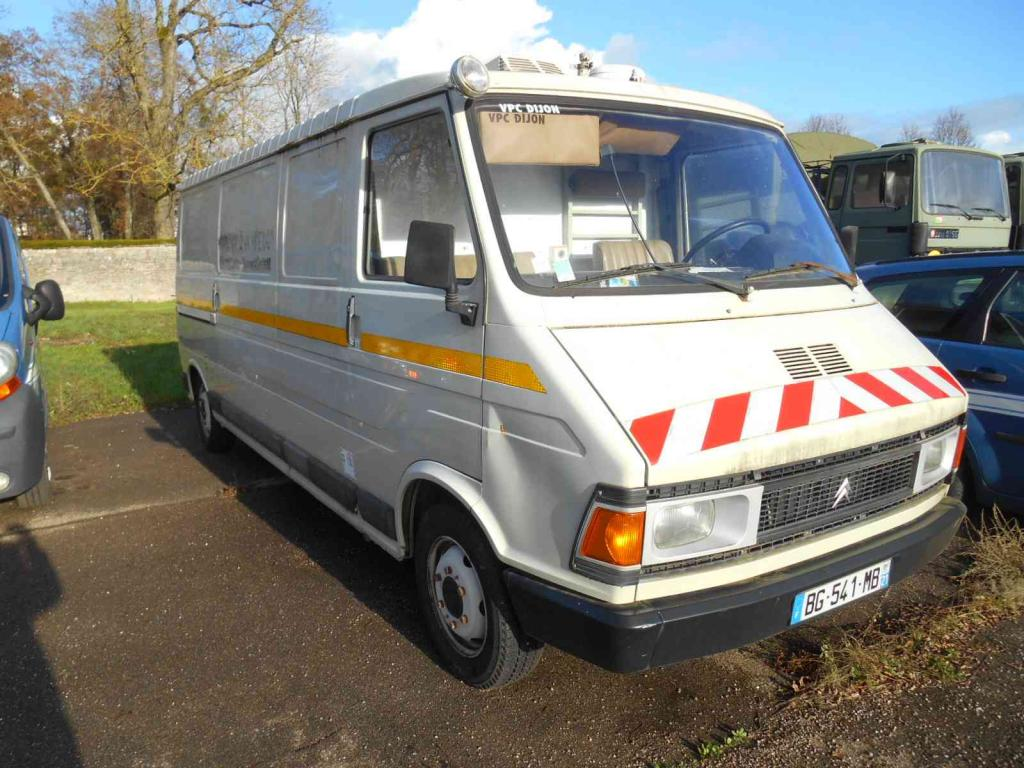
Citroën C35 (1980–1991)

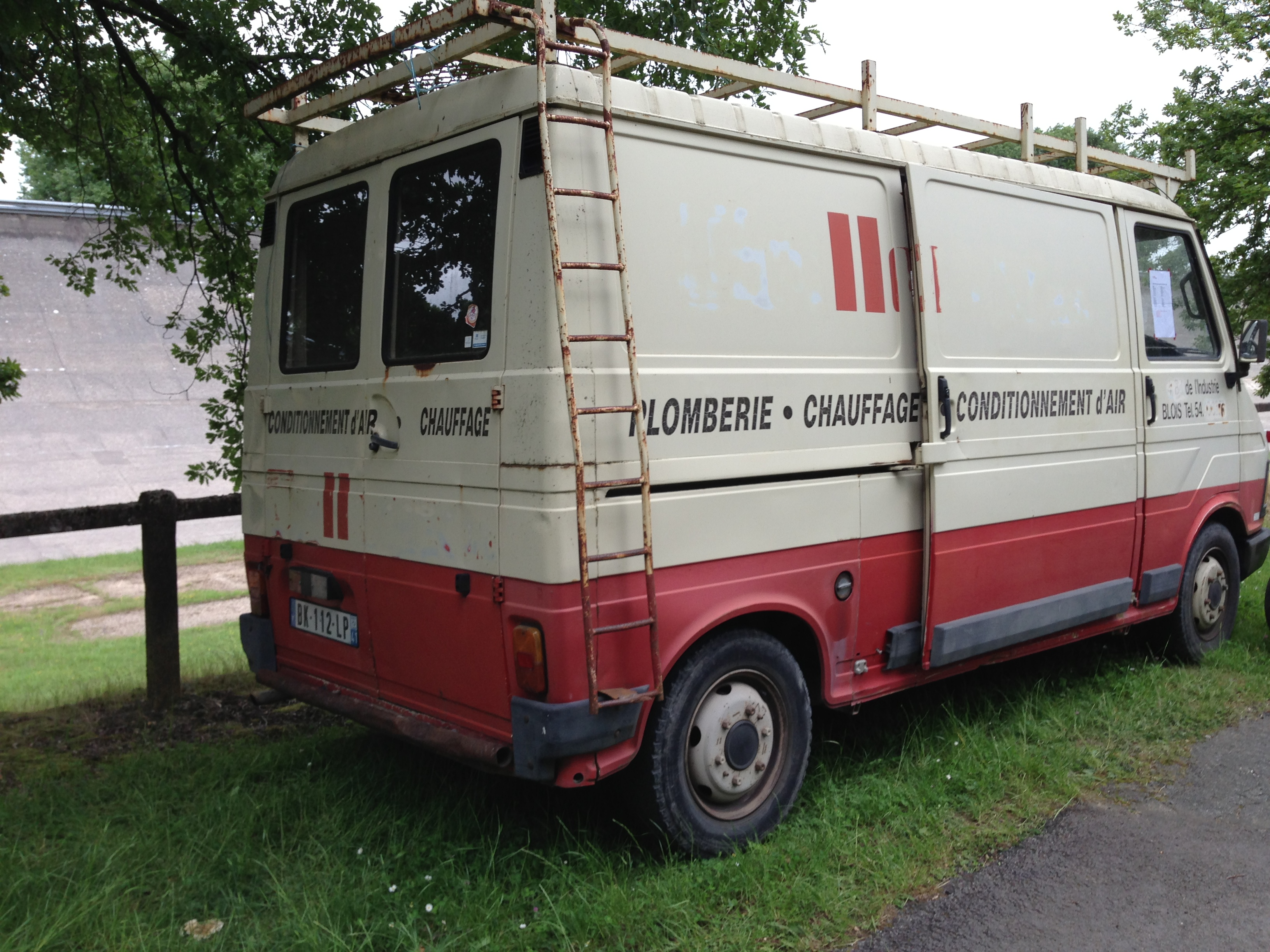

Фургон виготовлявся в Італії з осені 1973 по літо 1987 року, а з літа 1987 року до початку 1991 року у Франції на заводі Шоссон.
Він повинен був виготовлятись поряд з вантажівкою Citroën HY і в довгостроковій перспективі мав заміни останню. Автомобіль комплектувався переднім приводом, чотирма дисковими гальмами і незалежною підвіскою всіх коліс. Спочатку автомобіль називався C32 повною масою 3,2 тонни, але пізніше був замінений на C35 повною масою 3,5 тонни.
З початку 1974 року автомобіль комплектувався 2,0-літровим бензиновим двигуном і 2,2-літровим дизельним двигуном від Citroën CX. Автомобіль пропонувався як фургон, шасі, мікроавтобус, автомобіль швидкої допомоги і будинок на колесах.
Навесні 1980 року модель була модернізована: сигнали повороту стали розміщатися поруч з фарами, автомобіль отримав новий 2,5-літровий дизельний двигун замість 2,2-літрового. В кінці 1984 року була замінена приладова панель.
Влітку 1987 року, виробництво Fiat 242 припинено, виробництво C35 перенесено до Франції.
Виробництво припинилося на початку 1991 року, всього виготовлено 145 000 автомобілів. Наступником моделі став Citroën C25 з підвищеною вагою і вантажопідйомністю.

## Двигуни
- 1985 см3 Citroën B20/614 І4
- 2175 см3 Diesel Citroën B22/615 І4
- 2500 см3 Diesel Citroën B25/637 І4